# Szanghajskie Obserwatorium Astronomiczne

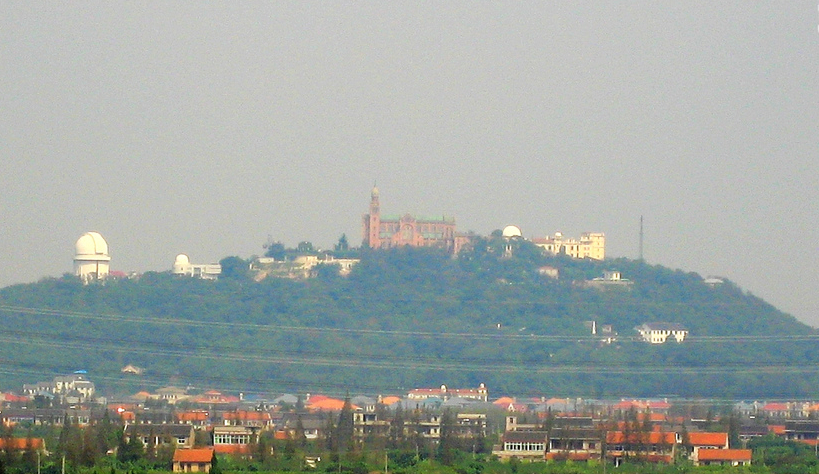
Widok wzgórza Sheshan z kopułami obserwatorium i bazyliką

Szanghajskie Obserwatorium Astronomiczne (chiń. upr. 上海天文台; pinyin Shànghǎi Tiānwéntái) powstało w 1962 z połączenia obserwatoriów Sheshan i Xujiahui. Należy do Chińskiej Akademii Nauk.
Obserwatorium Szanghajskie składa się z dwóch części, obu założonych pierwotnie przez jezuitów francuskich:  Xujiahui, ustanowionego w 1872 i Sheshan – w 1900. To drugie wyposażone zostało w 40 cm astrograf, największy podówczas teleskop w Azji Wschodniej. Przyrząd ten, wciąż czynny w 1986, jest jednym z nielicznych na świecie, który rejestrował dwa pojawienia się komety Halleya – w 1910 i 76 lat później. Na Sheshan, obok obserwatorium, znajduje się bazylika Matki Bożej, jedno z najważniejszych katolickich centrów pielgrzymkowych w tym kraju.
W latach 50. XX wieku, po usunięciu z ChRL zagranicznych misjonarzy, zarząd nad stacjami przejęło Obserwatorium Astronomiczne Zijinshan. W 1962 r. stworzono z nich Szanghajskie Obserwatorium Astronomiczne. W latach 80. obserwatorium otrzymało m.in. 1,5 m teleskop i 25 m radioteleskop, używany obecnie jako część projektu Very Long Baseline Interferometry (VLBI) (interferometrii wielkobazowej) i Europejskiej sieci VLBI (EVN).
| Nazwa stacji                           | Koordynaty                                                 | Wys. n.p.m. | Sprzęt | Zadania |
| -------------------------------------- | ---------------------------------------------------------- | ----------- | --- | --- |
| Sheshan, na szczycie Sheshan, Szanghaj | 31°05′46″N 121°11′03″E/31,096111 121,184167 (gł. teleskop) | ~100 m.     | - teleskop 1,56m/15.6m z kamerą CCD 2048x2048 pikseli - teleskop-dalmierz laserowy 60 cm - radioteleskop 25 m | - obserwacje gwiazd zmiennych w gromadach kulistych, kwazarów, galaktyk Seyferta - pomiary odległości sztucznych satelitów Ziemi i stacji naziemnych; wyznaczanie środka masy Ziemi i orbit satelitów - obserwacje w zakresie pasm L,C, K, S/X; obs. astrofizyczne i geodezyjne, udział w projektach VLBI i EVN |
| Xujiahui, Szanghaj                     | 31°11′25″N 121°25′46″E/31,190278 121,429444                |             | laboratoria, sprzęt edukacyjny, radioteleskop 65 m                                                            | prace obliczeniowe i edukacyjne |